# Harold Cassels
Harold Kennedy Cassels (Langzhong, 4 novembre 1898 – Taunton, 23 gennaio 1975) è stato un hockeista su prato britannico.

## Palmarès

### Olimpiadi
- 1 medaglia:
  - 1 oro (Anversa 1920)